# Davidov (district de Vranov nad Topľou)
Davidov (hongrois : Dávidvágása) est un village de Slovaquie situé dans la région de Prešov.

## Histoire
Première mention écrite du village en 1361.

## Démographie

### Évolution de la population
| Année:               | 1994. | 2004.   | 2014.   | 2024.   |
| -------------------- | ----- | ------- | ------- | ------- |
| Nombre de personnes: | 873   | 844     | 798     | 767     |
| Différence:          |       | -3,32 % | -5,45 % | -3,88 % |

| Année:               | 2023. | 2024.   |
| -------------------- | ----- | ------- |
| Nombre de personnes: | 774   | 767     |
| Différence:          |       | -0,90 % |